# げんこつ飴

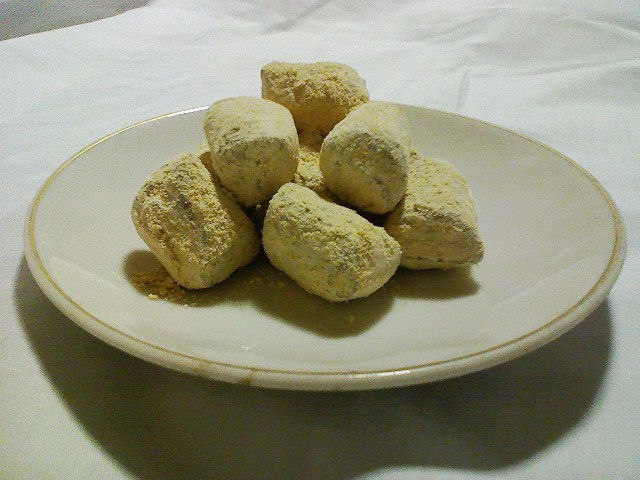
げんこつ飴

げんこつ飴（げんこつあめ）は、練った水飴にきな粉をまぶした飴菓子。岐阜県飛騨地方や愛知県犬山市の伝統的な駄菓子である。

## 特徴
水飴を混ぜて練り上げるときに、抹茶や胡麻、ヨモギなどいろいろなものを混ぜることもある。また、仕上げの際にも周辺にきな粉や砂糖などをまぶすこともあり、組み合わせによって多くの種類のげんこつができあがる。作り方は、練り上げたものを直径1.5 cmほどの棒状に仕上げ、包丁で長さ2 cmほどに切っていく。この包丁さばきを店頭で見せている店もある。やわらかく一口サイズになっている。

## 地域

### 飛騨地方
岐阜県飛騨地方では、お土産物店だけでなくスーパーマーケットやコンビニエンスストアでも売られている、一般的な菓子である。飛騨の駄菓子では、穀煎や甘々棒とともに古来から作られてきたものである。また、甘々棒とともに菓子作り体験として行われている施設もあり、修学旅行などの体験学習としても人気がある。

### 愛知県犬山市
愛知県犬山市でもげんこつ飴が特産物になっている。江戸時代初期の1618年（元和4年）、犬山城主の成瀬正成が陣中食を考案している際に生まれたとされ、以後に犬山城下町の名物となった。こちらは飛騨で見られるものよりやわらかく作られている。明治時代の犬山では、一般家庭でも保存食やおやつとしてげんこつ飴が作られていたとされ、戦後には本格的に観光客向けに売り出された。1950年代から1960年代の犬山城下町には16軒のげんこつ飴屋があった。高度経済成長期には流行に合わせ、高田屋製菓によってソフトタイプが開発され、高田屋製菓は販路を大阪まで拡大している。2008年（平成20年）には高田屋製菓のげんこつ飴が全国菓子大博覧会で外務大臣賞（最高賞）を受賞した。2014年（平成26年）時点の犬山城下町には、1840年（天保11年）創業の厳骨庵、1875年（明治8年）藤澤製菓、1904年（明治37年）創業の高田屋製菓の3軒のげんこつ飴屋がある。

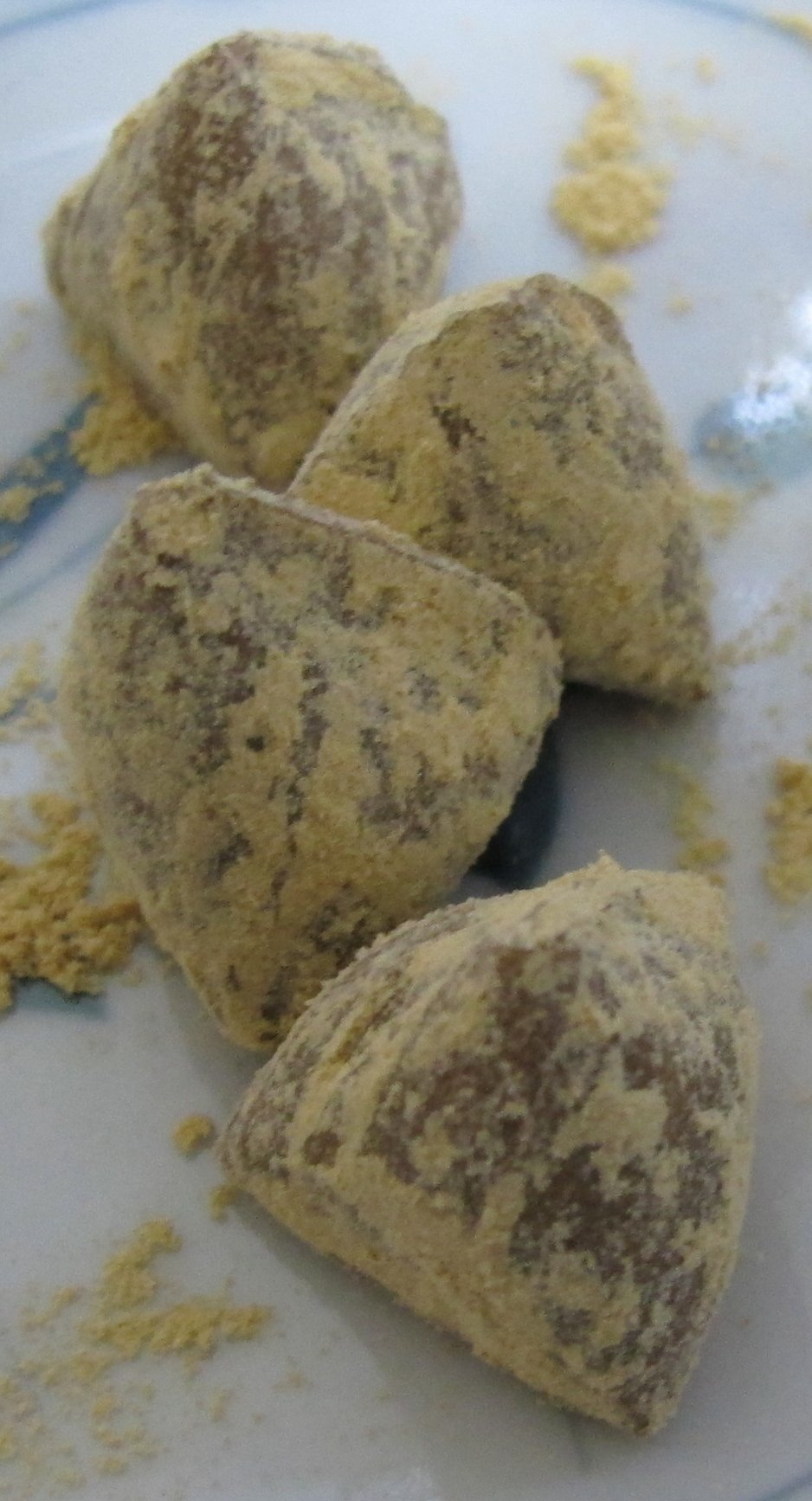
厳骨庵のげんこつ（愛知県犬山市）